# Deportivo Itália
Deportivo Italia (1948-2010) é um time de futebol venezuelano fundada em 1948 e desapareceu - como um time da comunidade italiana da Venezuela - no Verão de 2010. Nesses 62 anos de existência, a equipe conquistou a Primera División Venezolana cinco vezes ea Copa de Venezuela, três vezes. Na verdade, o Deportivo Italia foi substituído (com uma mudança de nome fortemente contestada) por Deportivo Petare, uma equipe representando uma área de bairro de Caracas.

## História Antiga
A equipe foi fundada em agosto de 1948 por um grupo de imigrantes italianos: Carlo Pescifeltri, Lorenzo Tommasi, Bruno Bianchi, Giorgio Valentini, Samuel Rovatti, Angelo Bragaglia, Giovanni di Stefano, Pane Giuseppe Alfredo e Sacchi. Deportivo Italia na década de 1960 logo se tornou o mais importante equipa de futebol da Venezuela, popularmente chamados de "Los Azules" (Azzurri) pela cor da camisa da equipe inspirados pela seleção italiana.
Na verdade, a chegada na Venezuela de centenas de milhares de europeus após a Segunda Guerra Mundial tornou-se uma razão, entre outras coisas, na criação de times de futebol para os diferentes "colônias" de imigrantes. Assim, os italianos tiveram sua Deportivo Italia (enquanto o Português o "Deportivo Portuguesa", os Gallegos espanhóis do Deportivo Galicia, os imigrantes das Canárias a sua "Unión Deportiva Canarias", etc ...).
Os primeiros anos do "Los Azules" foram caracterizados por um sucesso limitado. Mas em 1958 começou - graças ao "D'Ambrosio gestão" - a idade de ouro da equipe, que durou até o final dos anos setenta: entre 1961 e 1972, a cada ano Deportivo Italia ganhou um prêmio nacional e / ou internacionalmente.

## Mino D'Ambrosio ea Era de Ouro
Em 1958, Mino D'Ambrosio assumiu o controle do Deportivo Italia, e com seu irmão Pompeo D'Ambrosio (que controlava financeiramente a equipe), o "Azzurri" alcançou as mais altas honras em futebol na Venezuela. O "D'Ambrosio Golden Era" durou até 1978 e foi caracterizado por quatro títulos nacionais e da famosa Pequena Maracanazo 1971. Também ganhou três vezes a Copa Venezuela: em 1961, 1962 e 1970 (e foi segundo em 1976).

Mino D'Ambrosio e Rey Pele'

A idade da década de 1960 foi a era de ouro para os Azules, como eles foram campeões nacionais em 1961 [2], 1963 e 1966 (seu treinador era o famoso Orlando Fantoni). O quarto campeonato foi obtida em 1972 (juntamente com três vitórias na "Copa Venezuela"). A equipe ítalo-venezuelano também foi o vice-campeão em 1965, 1968, 1969, 1970 e 1971. Na prática, entre 1961 e 1972, a cada ano o Deportivo Italia de Mino D'Ambrosio ganhou um prêmio (ou um excelente resultado na Copa Libertadores).
Também - naqueles anos de "gestão D'Ambrosio" - em torneios amigáveis o Deportivo Italia Itália ganhou alguns times europeus (como o Milan da Itália, em 1968) e foi a primeira equipe da Venezuela (em toda a história do futebol da Venezuela) ir para a segunda fase da Copa Libertadores (1964). 
Estreia da Venezuela na "Copa Libertadores de América", foi em 1964 com o Deportivo Italia da capital da República. O "Azules" foi o campeão venezuelano de 1963. Tulio Carta elevou o desejo de participar no torneio sul-americano, antes da Confederação de Futebol da América do Sul.
Depois de longas discussões com os delegados representando a Confederação Sul-Americana, foi decidido incluir a equipe representante da Venezuela e foi designado como o primeiro rival do "Bahia" do Brasil, que foi o vice-campeão naquele país.
Este fato significou uma grande responsabilidade para o Deportivo Italia e Mino D'Ambrosio contratou três reforços: os brasileiros Roberto do Fluminense (que era um zagueiro central), Zequinha (bom lateral direito que veio do Botafogo) eo atacante Ferreira de Madureira FC. As duas partidas foram disputadas em Caracas devido a compromissos do "Bahia" nos Estados Unidos e na Europa.
A primeira partida foi disputada em 8 de março de 1964, e terminou em um empate sem gols: foi visto por cerca de 20.000 pessoas no Estádio Olímpico de Caracas. A segunda partida terminou 2 a 1 para o Deportivo Italia. Os objetivos foram alcançados por Jaime e Elranildo (ambos brasileiros). Assim, o primeiro objetivo da Venezuela na Copa Libertadores foi marcado por Jaime (ala esquerda do Deportivo Italia em 7 de abril de 1964, no Estádio Olímpico, em Caracas e na frente de 18.000 pessoas, no minuto 52 do jogo).
Outros jogadores que representavam da Venezuela Deportivo Italia em 1964 "Copa Libertadores de América": Fernando Fantoni, Linda, Benito Fantoni, Gustavo González, José "Papito" Gonzalez, Jaime, Danilo Marin, Fiho ea ítalo-venezuelano Agostino Nitti.

## O famoso "Pequeño Maracanazo"
Como uma conquista importante e histórica futebol venezuelano não é que o Deportivo Italia, da Venezuela, campeão da temporada 1971, no estádio do Maracanã derrotado 1:0 (com um gol feito pelo zagueiro Tenorio), o Fluminense do famoso Lobo Zagalo, campeão de Brasil.
O diário de Caracas El Universal escreveu que:
"... na noite de 3 de março de 1971 jamais será esquecido pelos fãs do Fluminense, que seguia no rádio e na televisão a partida contra o Deportivo Italia. Mais de 26 mil pessoas foram ao Maracanã. O time venezuelano modesto, goleou em seu próprio campo no jogo anterior, fez o que não podia fazer nada por mais de um ano, nem mesmo as poderosas equipes brasileiras: derrotar o Fluminense em sua Maracanã. Naquela noite fatídica, Deportivo Italia conseguiu a vitória mais agradável na história do futebol nacional venezuelano, vencendo no maior estádio do mundo, o campeão do Brasil .."
O Deportivo Italia - sob a supervisão direta de Mino D'Ambrosio - naquela noite foi para o jogo com Vito Fasano (que por sua atuação foi recrutado no Brasil, Vito é italiano), como goleiro. Na defesa havia Carlos "Chiquichagua" Marín, Tenorio, Vicente Arrud e Freddie Elie, enquanto que como meio-campistas Delman "Pito" Useche, Negri e Rui. No ataque jogou Alcyr (que foi substituído por Bahia), Beto e Militello.
Santander Laya-Garrido, que escreveu o livro "Los Italianos forjadores de la Nacionalidad y del desarrollo economico en Venezuela", disse que, desde então, nenhuma outra equipe de futebol Venezuela obteve um resultado internacional semelhante: até agora, o "Little Maracanazo" é o topo vitória internacional da história do futebol na Venezuela.

## Após a D'Ambrosio Golden Era
Após a morte prematura de Mino D'Ambrosio em 1980 (muito lamentada por toda a comunidade italiana na Venezuela), Deportivo Italia não conseguiu manter a liderança no futebol venezuelano: o "Azules" ganhou apenas um título de vice-campeão modesto em 1984.
Em julho de 1996, a equipe ítalo-venezuelano sofreu uma grave crise econômica e deu a franquia através de um acordo bilateral com o prefeito do município de Chacao, em Caracas. Mais tarde, o prefeito de Chacao Irene Sáez eo Presidente do Deportivo Italia, o Sr. Eligio Restifo, através da intervenção do Sr. Jaime Meier e ministro dos Esportes do Brasil (Sr. Edson Arantes do Nascimento - Pelé -), entrou em discussões com executivos da Parmalat em São Paulo. A multinacional italiana Parmalat, depois de estudar o caso, decidiu investir no futebol venezuelano. Assim, em agosto de 1996, eles fundaram a "Football Club Deportivo Chacao.
Posteriormente, em agosto de 1998, por deliberação conjunta dos conselhos da Parmalat, a Associação Italiana e Deportivo Chacao FC, concordou em mudar o nome do clube para Football Club Deportivo Italchacao, SA, a fim de preservar as cores, logos e da história de mais de 50 anos do Deportivo Italia.
Italchacao foi o Campeão da Venezuela na temporada 1998-1999, depois de vencer o Deportivo Táchira 5-1 em Caracas e 2 a 1 em San Cristóbal. O Italchacao acrescentou mais uma estrela para o logotipo das quatro estrelas obtidas por Deportivo Italia, e ganhou o direito de representar a Venezuela em 1999 torneio Pré-Libertadores contra clubes mexicanos.
Mais tarde, na temporada 1999-2000, o Italchacao foi vice-campeão no Campeonato Nacional, ganhando de volta o direito de representar a Venezuela na "Pré-Libertadores" do torneio de 2000 contra os clubes mexicanos.
Na temporada 2000-2001, o "Deportivo Italchacao" ganhou o direito de representar a Venezuela na Copa Clube Merconorte 2001. A equipe italo-venezuelano jogado com o México (Guadalajara), Colômbia (Millonarios de Bogotá) e Estados Unidos (MetroStars de New York): Italchacao venceu quatro dos seis jogos (com um Guadalajara perder) do grupo B, mas mesmo assim foi eliminado por causa do saldo de gols com o Millonarios.

## Voltar para o nome de "Deportivo Italia"
Para a temporada 2006/2007 a equipe voltou ao seu nome original Deportivo Italia Fútbol Club. Na temporada de 2007/2008 a equipe estava em sexto lugar quando o conselho de administração no final da campanha decidiu não continuar a liderar a equipe e deu a liderança "Azules" para Mario Hernández Cova.
Em 2008, com o empresário Eduardo Sarago, Deportivo Italia venceu o "Torneo Apertura", batendo Aragua FC (0-2) em 30 de novembro, e esta vitória qualificou os "Azuis" para o 2010 da Copa Libertadores.
Na temporada 2009/2010 ficou em terceiro lugar na tabela e ganhou o direito de jogar os "Pré-Libertadores" de 2011. No "Clausura 2010", os "Azuis" obteve bons resultados.
Deportivo Italia mudou o nome para Deportivo Petare no Verão de 2010. Mas não se trata de uma disputa, porque não é uma forte oposição a esta mudança da comunidade italiana de Caracas. 

## Deportivo Italia na "Copa Libertadores"
Deportivo Italia-no D'Ambrosio Idade de Ouro, participou sete vezes na Copa Libertadores de América, com o seguinte desempenho:
- Qualificações: Quarters (1969) e primeira rodada (1964,1966,1967,1971,1972 e 1985).
- O mais famoso vitória: 3 Março 1971 (no Rio de Janeiro / Maracanã) D.Italia 01:00 Fluminense (Campeão do Brasil), com o objetivo de M. Tenorio.
- Melhor vitória em casa: 5 Março 1969 (em Caracas) D.Italia 02:00 Unión Magdalena (Colômbia), com os objetivos de Maravic e Nitti.
- Melhor vitória fora: 01 março de 1966 (em Lima) D.Italia 02:01 Alianza Lima (Peru), com 2 gols de Zeica.
- Melhor desempenho:. Quarters na Copa Libertadores 1969